# Rosa Ponselle
Rosa Ponselle (de nom real Rosa Melba Ponzillo, Meriden, Connecticut, 22 de gener de 1897 - Baltimore, 1981) va ser una soprano dramàtica nord-americana. Filla d'immigrants napolitans, és considerada un dels majors exponents del cant líric del segle XX amb una carrera basada al Metropolitan Opera de Nova York, on al costat d'Enrico Caruso, Geraldine Farrar i Mary Garden va ser una de les màximes atraccions del teatre.
Va posseir una veu d'extraordinària bellesa i potència i el seu registre mitjà va ser descrit com or líquid. La seva tècnica i estil va inspirar Maria Callas anys després com a guia a l'hora d'assumir els rols de La Vestale i Norma.
Al llibre Veus paral·leles, el tenor Giacomo Lauri-Volpi defineix així l'excepcional veu de Ponselle: les notes greus, mitjanes i agudes alineades sota la guia de l'alè, constituïen una 'estela vocal' granítica per harmònics, substanciosa per vibració; era un violoncel que ella sabia executar amb habilitat per revelar una suprema perfecció.

## Trajectòria
Es va iniciar en el vodevil al costat de la seva germana Carmela; el duet de les germanes Ponzillo va ser molt popular en el circuit de Boston entre 1915-1918.
El 1918, el seu mestre de cant William Thorner va convèncer el cèlebre tenor Enrico Caruso que escoltés les germanes Ponzillo. Impressionat amb Rosa, el tenor va arreglar una audició amb el mànager del Metropolitan Opera, Giulio Gatti-Casazza, el qual li va oferir un contracte per debutar al teatre novaiorquès. El clamorós debut es va produir com a Leonora en La forza del destino de Verdi, al costat de Caruso. En aquella temporada, va cantar Rezia en Oberon i Santuzza en Cavalleria rusticana. Li van posar el sobrenom de Caruso amb faldilles.
Altres papers van ser el titular de La Juive (en què Caruso va cantar per última vegada), Guillaume Tell, Ernani, Il trovatore, Aida, La Gioconda, Don Carlos, L'Africaine, L'amore dei tre re, Andrea Chénier, La Vestale, i el 1927 el seu màxim assoliment i suprem desafiament del belcanto, Norma de Bellini.
Fora dels Estats Units només va cantar al Covent Garden de Londres i al Maggio Musicale Fiorentino de Florència. Al seu retorn d'Europa, va cantar Donna Anna de Don Giovanni, La Traviata, Carmen i d'altres. Precisament amb l'òpera de Bizet va rebre crítiques dolentes. Els únics papers que va cantar durant les seves dues darreres temporades al Met van ser Santuzza i Carmen, que eren rols que no requerien un ún intensiu del seu registre alt. Certes diferències amb el Metropilitan sobre el repertori van fer que no hi renovés el per a la temporada 1937-1938. La seva darrera actuació operística va ser com a Carmen el 22 d'abril de 1937, en una gira del Met a Cleveland.

## Vida privada
Es va casar amb l'acabalat Carle Jackson de Baltimore, on des de la seva residència Vila Pace va fer enregistraments; posteriorment, va ser una de les principals impulsores de l'Òpera de Baltimore.
Va sofrir de problemes nerviosos i terror a l'escena; es va saber després que havia estat tractada amb electroxocs.